# Lorenzo Spallino
Lorenzo Spallino (Cefalù, 24 settembre 1897 – Como, 27 maggio 1962) è stato un politico italiano. Esponente della Democrazia Cristiana, è stato diverse volte sottosegretario alla Presidenza del Consiglio dei ministri e al Ministero di Grazia e Giustizia. Inoltre per due volte ha ricoperto il ruolo di Ministro delle poste e delle telecomunicazioni  durante i governi Fanfani III e IV. Morì nel corso del secondo mandato al Ministro delle poste e delle telecomunicazioni.

## Biografia
Nato in Sicilia, a Cefalù, Spallino si era trasferito giovanissimo a Como. Nel corso della Prima guerra mondiale aveva combattuto come ufficiale di fanteria ed era stato decorato al valor militare con la Croce al Merito. Laureato in Giurisprudenza, divenne avvocato. 
Fin da ragazzo aveva maturato la passione per la politica. Seguace di Luigi Sturzo, fondatore del Partito Popolare, fu tra gli animatori del giornale “L’Idea”, creato nel 1920 come foglio della sinistra cattolica.

Su quel periodico, dopo l’assassinio del deputato socialista Giacomo Matteotti, rapito e ucciso da membri della polizia politica fascista nel giugno 1924, ma i cui resti furono ritrovati il successivo 16 agosto, Spallino scrisse: 
Dopo il 1870 l’Italia non ha avuto per fatti e idee politiche tanti morti quanti in questi ultimi tempi in cui tanto si parla di rigenerazione, grandezza, amore di Patria. Ora la misura è colma. Noi invochiamo pace, giustizia e libertà. Tutte cose che non ci sono neanche apparentemente, perché per avere pace occorre sottomettersi, per avere giustizia occorre passare dall’altra sponda, per avere libertà occorre confrontarsi con i seguaci di Farinacci. Non esistono nazionalisti e antinazionalisti. Esistono dei cittadini a cui fu elargita una Costituzione che garantiva loro la libertà di riunione, di opinione, di stampa.
Pochi mesi dopo, nel 1925, il regime fascista sospese le pubblicazioni del giornale. Spallino era  iscritto all’Azione Cattolica, al Partito Popolare e divenne avvocato del sindacato delle “Leghe Bianche”. Svolse un'intensa attività di propaganda antifascista per la quale, nel 1944, venne deferito al Tribunale speciale militare di Milano e arrestato. Continuò a far parte della Resistenza, divenne membro del Comitato di Liberazione Nazionale e nel 1945 venne fatto il suo nome per trattare la resa della Questura di Como.
Dopo la Guerra fu eletto consigliere nazionale della Democrazia Cristiana e iniziò una rapida ascesa politica. Nel 1948 venne eletto senatore nel Collegio di Cantù, venendo confermato alle elezioni del 1953 e del 1958. 
Nel 1957, durante il Governo presieduto da Adone Zoli, fu nominato sottosegretario alla Presidenza del Consiglio. Fu nominato sottosegretario al ministero di Grazia e Giustizia nei gabinetti Fanfani (II), Segni (II) e Tambroni. Inoltre divenne ministro delle Poste e Telecomunicazioni nei governi Fanfani III e Fanfani IV.

### La legge sul contrabbando
Si dedicò con impegno a limitare l’uso delle armi da parte delle forze dell'ordine nella lotta al contrabbando. In quanto avvocato, Spallino conosceva tante storie di contrabbandieri: gli capitava spesso di assumerne la difesa e, se il processo non andava a buon fine, aiutava le famiglie dei condannati inviando loro denaro. Nel 1958, dopo diversi tentativi, riuscì a far approvare la legge sul contrabbando. Da allora non si poté più sparare ai contrabbandieri con licenza di uccidere.

### Il caso del "Gronchi rosa"
Toccò a Spallino, da ministro, disporre il ritiro del cosiddetto “Gronchi rosa”, il celebre francobollo italiano emesso con un disegno sbagliato il 3 aprile 1961 e a causa del quale si rischiò un incidente diplomatico con il Perù. Il presidente della Repubblica, Giovanni Gronchi, stava per recarsi in visita di Stato in tre Paesi sudamericani: Argentina, Uruguay e Perù. Per celebrare l’evento era stata autorizzata un’emissione filatelica. Quella per il Perù, da 205 lire, aveva il disegno di un aeroplano nello spazio dell’emisfero e rappresentava in tonalità più scura il nostro Paese e quello latino-americano, la cui sagoma, tuttavia, era sbagliata perché per disegnarla ne era stata usata una del 1939 con il “Triangolo amazzonico”, conteso tra Ecuador e Perù, non ancora assegnato a quest’ultima nazione. L’incaricato d’affari di Lima a Roma scoprì l’errore lo stesso 3 aprile e contattò il ministro degli Esteri Antonio Segni. Spallino sospese con telegramma urgente la vendita del francobollo e dispose che le direzioni provinciali restituissero tutte le rimanenze e che quelle non distribuite, conservate nel magazzino centrale, fossero distrutte. Poi, il Poligrafico dello Stato fu incaricato di stampare un altro francobollo commemorativo dell’evento, di colore grigio, anziché lilla rosa. 
In circolazione rimasero meno di 80mila esemplari di “Gronchi rosa” che, nonostante il giorno di festa, erano stati messi in vendita a beneficio di operatori filatelici e collezionisti.

### Vita privata
Era sposato con Linda Fogliani ed ebbe due figli: Antonio, atleta olimpico e sindaco di Como, e Angelo.

### La morte
Morì in un tragico incidente, mentre era in carica da ministro. Quel giorno, domenica 27 maggio 1962, Spallino aveva inaugurato un ufficio postale a Turate e la nuova sede dell’Automobile Club a Varese. Poi si era recato a Milano, a casa degli eredi del pittore Mario Sironi per acquistare due oli su tela raffiguranti contrabbandieri. Spallino era grande appassionato d’arte e collezionista e quel tema gli stava particolarmente a cuore.
Alle 18.05, a un chilometro dal casello di Saronno, tra Origgio e Uboldo, la Lancia Flavia blu di cui era alla guida, improvvisamente, sbandò verso sinistra, saltando la corsia. Il conducente, da solo a bordo, fece un disperato tentativo di rientro sulla destra, riuscito però solo in parte a causa dell’asfalto bagnato. A quel punto l’auto si schiantò frontalmente contro una Fiat 1100 che stava terminando un sorpasso. Spallino venne colpito con violenza al petto dal piantone del volante e fu sbalzato dalla vettura. Soccorso da un giovane di passaggio, che l’adagiò sui sedili della sua auto e si avviò di corsa verso l’ospedale di Saronno, il ferito morì durante il trasporto.
Quando, l’indomani, il presidente del Senato Cesare Merzagora prese la parola per commemorare lo scomparso, disse tra l’altro: «Finì solo: non aveva con sé staffette o scorte e neppure quel seguito di ammiratori non disinteressati che sovente accompagnano i nostri personaggi politici nelle loro numerose celebrazioni. Morì raccolto da un umile contadino, e in quell’ultimo abbraccio semplice, povero ma umano, è tutta la sintesi della sua vita». Aggiungendo «Sensibilissimo sino all’ombrosità, nascondeva alle volte la sua intima timidezza con calde esplosioni verbali, che erano un po’ la valvola di sicurezza del temperamento in perenne pressione e dell’animo nel quale il tormento subiva spesso il moltiplicatore della sua non perduta passionalità isolana. La sua amicizia, espansiva e gelosa ad un tempo – concluse – non conosceva dubbi o eclissi, sapeva giustificare e perdonare generosamente, se occorreva, anche l’imperdonabile, ed era intesa da lui come un’intima disciplina, come un rigido dovere».
Sullo scrittoio del defunto c’era un libro di Giovanni Spadolini sui cattolici in politica e nel testamento spirituale era scritto: «Ho cercato nella vita la giustizia: so già di non esserci riuscito, non però per difetto di buona volontà, ma perché le mie deboli forze non sono capaci di tanto. Come senatore, avvocato, uomo di governo, ho fatto tutto il bene che ho potuto».
Il presidente del Consiglio dell’epoca, Amintore Fanfani, intervenne a Palazzo Madama ricordando lo scomparso ministro come esempio raro «per le alte virtù spirituali, religiose, morali, umane e civiche, che lo resero sempre particolarmente caro».